# Arma (Kansas)
Arma – miasto położone w hrabstwie Crawford.